# Eucalyptus salmonophloia
Eucalyptus salmonophloia, el eucalipto salmón, es una especie de la familia Myrtaceae.

## Descripción
Propio del oeste de Australia continental, este hermoso eucalipto mide 4-30 m de alto, con un tronco largo, sinuoso y suave, coronado por una densa copa aparasolada. La corteza nueva es de un atractivo rosa asalmonado, que se vuelve gris con la edad antes de desprenderse. Las hojas maduras son lustrosas, verdes y ahusadas, y sus blancas florecitas nacen en primavera y verano. Se puede cultivar en zonas con muy pocas lluvias; puede soportar algo de escarcha

## Taxonomía
Eucalyptus salmonophloia fue descrita por Ferdinand von Mueller y publicado en Fragmenta Phytographiæ Australiæ 11(fasc. 88): 11–12. 1878.
Etimología
Eucalyptus: nombre genérico que proviene del griego antiguo: eû = "bien, justamente" y kalyptós = "cubierto, que recubre". En Eucalyptus L'Hér., los pétalos, soldados entre sí y a veces también con los sépalos, forman parte del opérculo, perfectamente ajustado al hipanto, que se desprende a la hora de la floración.
salmonophloia: Del latín Salmo, - onis, salmón, y del griego Φλοιός (floiós), corteza: 'con corteza asalmonada'. 